# Phoenix Raceway
Phoenix Raceway (tidigare: Phoenix International Raceway och ISM Raceway) är en amerikansk racerbana av typen ovalbana i Avondale utanför Phoenix i Arizona som sedan 2020 ägs och förvaltas av Nascar. Banan står från 2020 värd för finalloppet i Nascar Cup Series.

## Banan
Banan är en kort oval som är 1 mile lång (1.609 km). Den har en banking i den första kurvan på 11°, och i den andra kurvan är den 9°. Mellan de kurvorna finns en svängande raksträcka som gör banans design unik inom racingvärlden. Den kallas för the Dogleg (hundben). 

## Tävlingar
Serien arrangerar två tävlingar varje år i Nascar Cup Series, United Rentals Work United 500 och Season Finale 500. Den andra tävlingen är det sista och avgörande racet i Nascar-cupen. Mellan 1968 och 2005 arrangerade banan även formelbilstävlingar i form av USAC Indycar, CART och IndyCar Series. År 2016 återvände Indycar till banan.

## Kvalrekord
| Serie             | Förare            | Tid       | År   |
| ----------------- | ----------------- | --------- | ---- |
| NASCAR Sprint Cup | Jimmie Johnson    | 25.147 s  | 2015 |
| IndyCar Series    | Hélio Castroneves | 20.012 s. | 2002 |
| Champ Car         | Bryan Herta       | 19.785 s. | 1995 |